# Eucalyptus baxteri
Eucalyptus baxteri ist eine Pflanzenart innerhalb der Familie der Myrtengewächse (Myrtaceae). Sie kommt im äußersten Südosten von New South Wales und in der Südhälfte von Victoria sowie im Südosten von South Australia vor und wird dort „Brown Stringybark“ genannt.

## Beschreibung

### Erscheinungsbild und Blatt
Eucalyptus baxteri wächst als Baum, der Wuchshöhen von bis zu 40 Meter erreicht. Die Borke verbleibt am gesamten Baum, ist grau bis rotbraun und fasrig. Öldrüsen gibt es weder im Mark der jungen Zweige noch in der Borke. Der Stammdurchmesser erreicht über 1 Meter.
Bei Eucalyptus baxteri liegt Heterophyllie vor. Die Laubblätter sind stets in Blattstiel und Blattspreite gegliedert. Der Blattstiel ist bei einer Länge von 10 bis 20 mm schmal abgeflacht oder kanalförmig. An jungen Exemplaren ist die Blattspreite breit-lanzettlich, glänzend grün und behaart. An mittelalten Exemplaren ist die glänzend grüne Blattspreite bei einer Länge von etwa 13 cm und einer Breite von etwa 8 cm ebenfalls breit-lanzettlich, gerade und ganzrandig. Die auf Ober- und Unterseite gleichfarbige glänzend-grünen Laubblätter an erwachsenen Exemplaren sind bei einer Länge von 7 bis 13 cm und einer Breite von 1,5 bis 3,0 cm lanzettlich bis breit-lanzettlich, relativ dick, sichelförmig gebogen und besitzen ein gerundetes oder zugespitztes oberes Ende. Die erhabenen Seitennerven gehen in einem spitzen oder sehr spitzen Winkel in mittleren Abständen vom Mittelnerv ab. Die Keimblätter (Kotyledone) sind nierenförmig.

### Blütenstand und Blüte
Seitenständig an 3 bis 14 mm langen und im Querschnitt stielrunden oder kantigen Blütenstandsschaft stehen in einem einfachen Blütenstand sieben bis elf Blüten zusammen. Die stielrunden Blütenstiele sind, soweit vorhanden, bis zu 4 mm lang. Die nicht blaugrün bemehlten oder bereiften Blütenknospen sind bei einer Länge von 5 bis 8 mm und einem Durchmesser von 4 bis 5 mm keulenförmig. Die Kelchblätter bilden eine Calyptra, die bis zur Blüte (Anthese) vorhanden bleibt. Die warzige Calyptra ist konisch, kürzer als oder so lang wie der glatte oder warzige Blütenbecher (Hypanthium) und ebenso breit wie dieser. Die Blüten sind weiß oder cremeweiß.

### Frucht
Die gestielte oder sitzende Frucht ist bei einer Länge von 6 bis 11 mm und einem Durchmesser von 8 bis 16 mm kugelig oder halbkugelig und vier- bis fünffächrig. Der Diskus ist flach oder eingedrückt, die Fruchtfächer sind auf der Höhe des Randes oder stehen leicht heraus.

## Vorkommen
Das natürliche Verbreitungsgebiet von Eucalyptus baxteri ist der äußerste Südosten von New South Wales, die gesamte Südhälfte von Victoria sowie in Südaustralien der Südosten und die Gegend um Adelaide.
Eucalyptus baxteri wächst örtlich häufig in feuchtem Hartlaubwäldern auf relativ nährstoffarmen Lehmböden und auf den Hügeln hinter der Küste.

## Systematik
Die Erstbeschreibung erfolgte 1867 durch George Bentham unter dem Namen (Basionym) Eucalyptus santalifolia var. ? baxteri Benth. in Flora Australiensis, Volume 3, S. 207. Das Typusmaterial weist die Beschriftung S coast, probably Kangaroo Island, Baxter (Herb. R.Br.) auf. Die Neukombination zu Eucalyptus baxteri (Benth.) Maiden & Blakely ex J.M.Black erfolgte 1926 durch John McConnell Black unter dem Titel Meliaceae - Scrophulariaceae in Flora of South Australia, Volume 3, S. 415. Weitere Synonyme für Eucalyptus baxteri (Benth.) Maiden & Blakely ex J.M.Black sind: Eucalyptus baxteri (Benth.) Maiden & Blakely ex J.M.Black var. baxteri, Eucalyptus baxteri var. pedicellata J.M.Black, Eucalyptus baxteri R.Br. ex Benth. nom. inval., Eucalyptus capitellata var. latifolia Benth.
Intergradationen von Eucalyptus baxteri mit Eucalyptus serraensis und Eucalyptus verrucata sind bekannt. Hybriden Eucalyptus baxteri × Eucalyptus diversifolia wurden im Südwesten von Victoria gefunden.